# EPrix de Zurich
Cet article concerne l'ancienne épreuve du championnat de Formule E. Pour le circuit automobile temporaire, voir Circuit urbain de Zurich.
L'ePrix de Zurich est une épreuve du championnat de Formule E qui s'est tenue sur le Circuit urbain de Zurich le 10 juin  2018. L'épreuve fut déplacée à Berne pour la 5e édition du championnat.
Elle a été la première course automobile sur circuit organisée en Suisse depuis 1955, année du tragique accident survenu lors de la 23e édition des 24 Heures du Mans.

## Palmarès
| Année | Vainqueur       | Écurie                    | Circuit                  | Résultats | Date         |
| ----- | --------------- | ------------------------- | ------------------------ | --------- | ------------ |
| 2018  | Lucas di Grassi | ABT Schaeffler Audi Sport | Circuit urbain de Zurich | Résumé    | 10 juin 2018 |

## Galerie

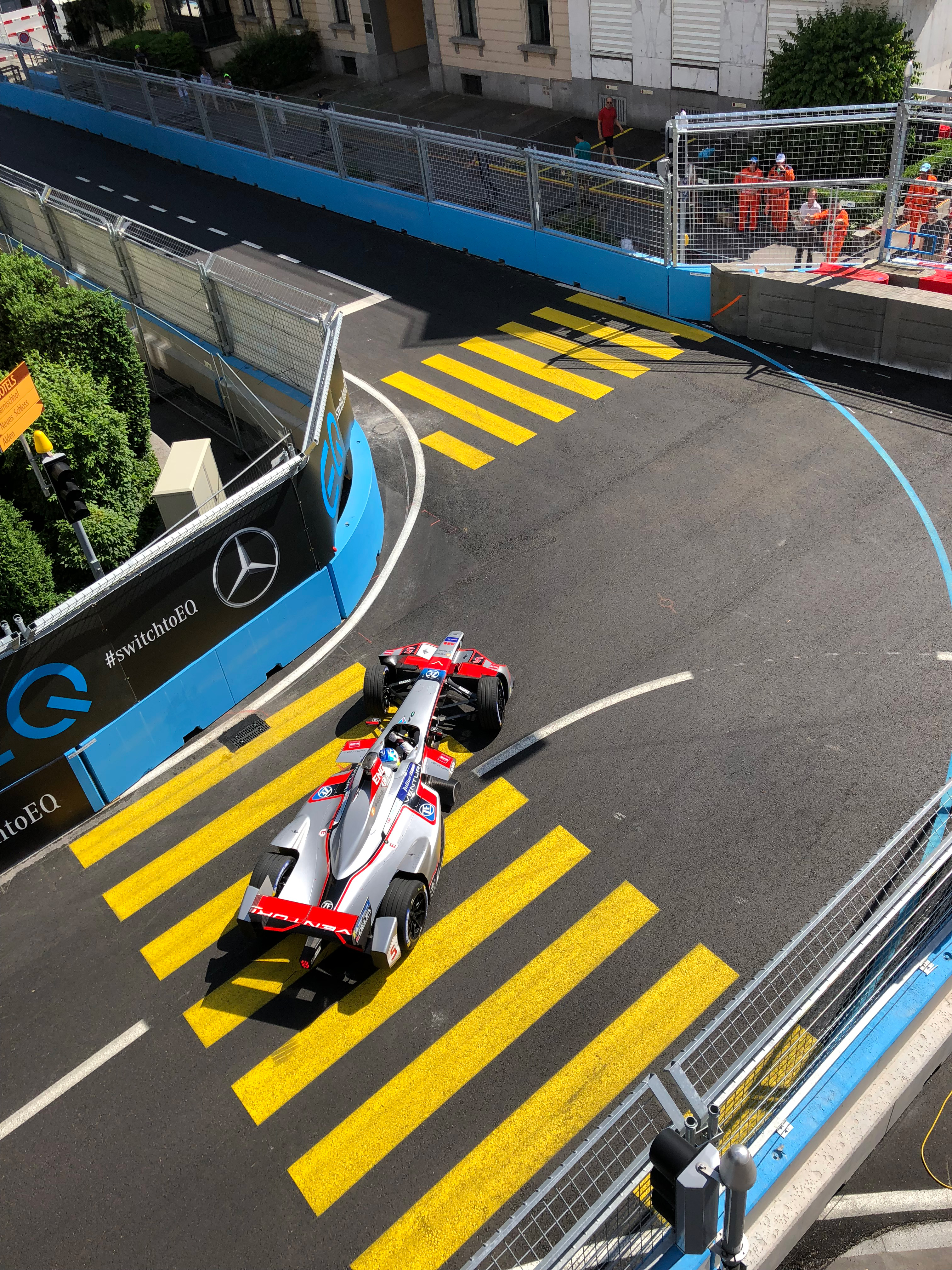
Vue depuis la Dreikönigsstrasse.
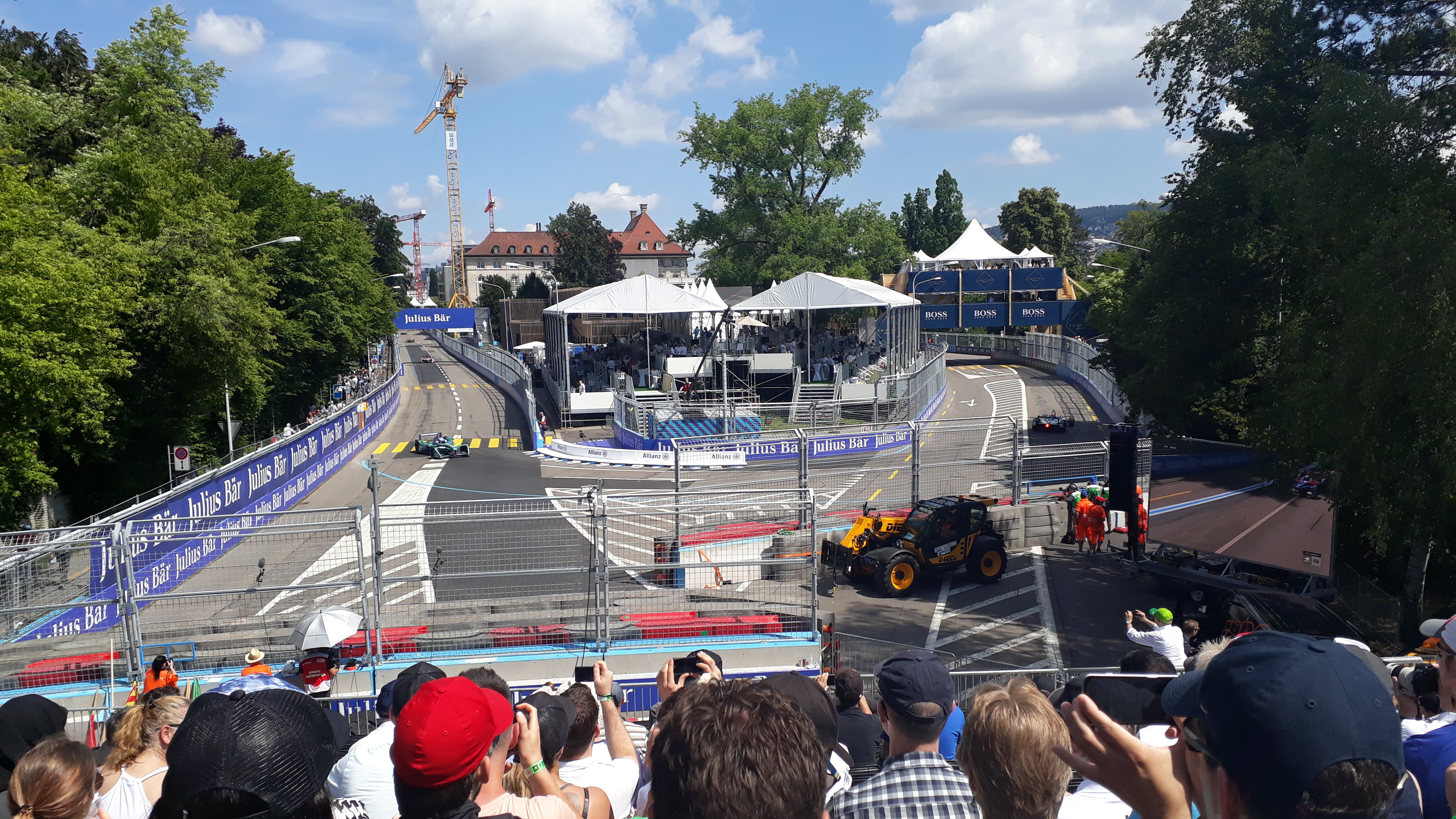
Vue depuis le Mythenquai.
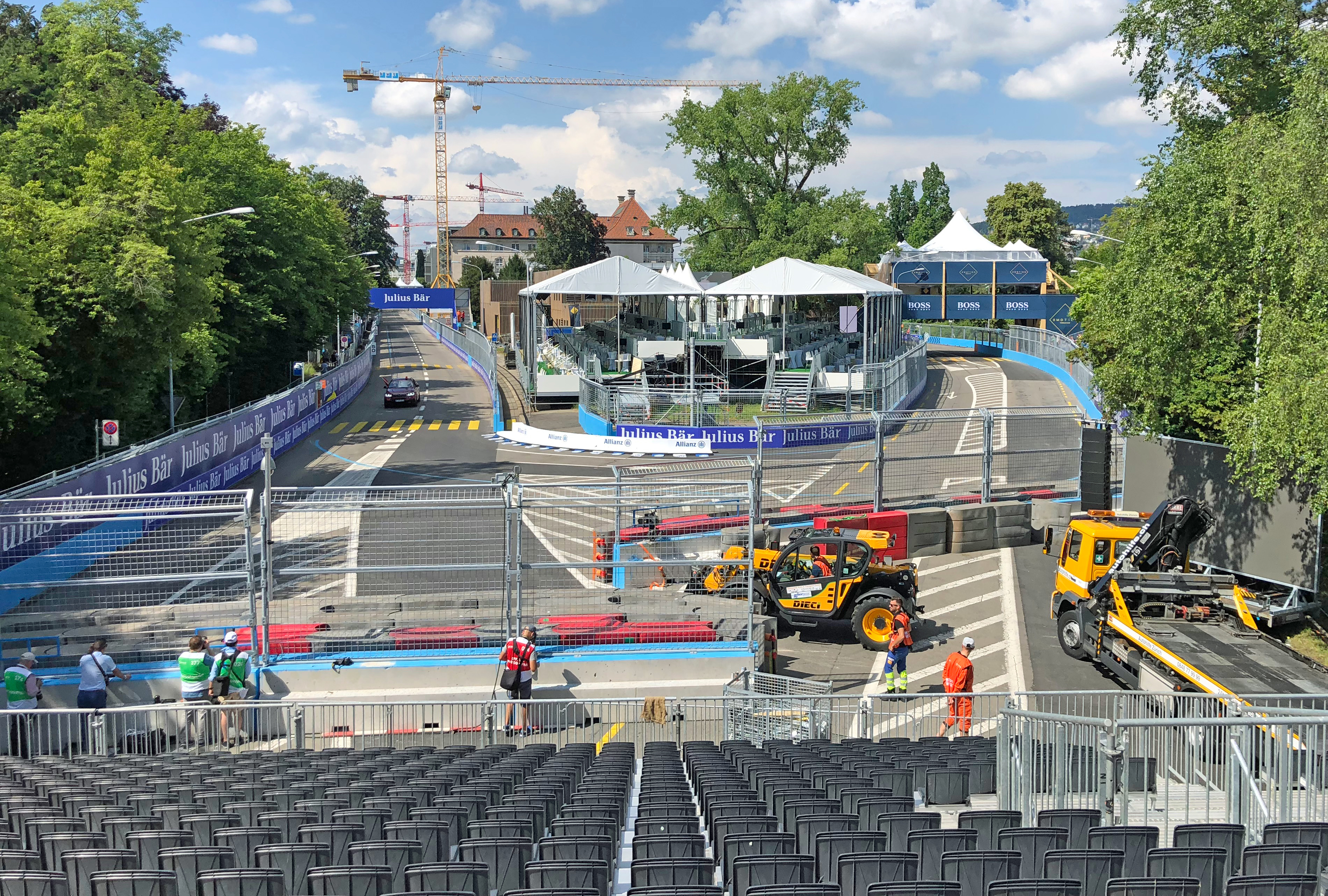
Vue depuis le Mythenquai.